# National Negro Labor Council
Le National Negro Labor Council (Conseil national des travailleurs noirs) fondé en 1951 et dissous en 1956 était un lobby pour faire évoluer les droits civils des Afro-Américains, notamment auprès des syndicats ouvriers américains. Des membres des deux grandes confédérations syndicales américaines le Congress of Industrials Organisations (CIO) et l'American Federation of Labor (AFL) les ont soupçonnées d'appartenance au parti communiste américains, soupçons qui dans un environnement américain violemment anticommuniste de la guerre froide a conduit à sa dissolution.

## Historique
Sous le New Deal et pendant la Seconde Guerre mondiale, il y a une alliance entre le Congress of Industrial Organizations (CIO), le National Negro Congress, le March on Washington Movement, et la National Association for the Advancement of Colored People , pour faire avancer les droits des ouvriers et en même temps les droits des ouvriers afro-américains.
En juin 1950, 900 représentants syndicaux à majorité afro-américaine se réunissent à Chicago et pour tenir une National Labor Conference for Negro Rights/ Conférence nationale pour les droits des Noirs.
Le 27 octobre 1951, National Negro Labor Council (NNLC) est fondé à Cincinnati par des leaders afro-américains comme Cleveland Robinson et Coleman A. Young. son principe fondateur est d'œuvrer de concert avec les syndicats pour renforcer la coopération entre toutes les couches du peuple noir et le mouvement syndical.
Des comités locaux du National Negro Labor Council se créent dans les grandes villes des États-Unis comme San Francisco, Détroit, Washington, Chicago, Cleveland, New York, Louisville, etc.
Coleman A. Young prend la direction du National Negro Labor Council (NNLC) de Détroit.
Les comités locaux interviennent contre les actes de ségrégations à l'embauche ou pour les promotions face à des grandes entreprises telles la Ford Motor Company, la General Electric de Louisville, l’hôtel Sherry Netherland de New York, les magasins Sears-Roebuck de Cleveland et de San Francisco, le Bureau of Engraving and Printing (service des gravures et impression) du Trésor américain à Washington , l'équipe de baseball les Tigers de Détroit, la banque J.P. Morgan & Co. de Chicago, la compagnie aérienne American Airlines, etc.
Grâce à ses actions (pétitions, piquets de grève, affichages, articles dans la presse locale) NNLC a permis de d'ouvrir des emplois pour les hommes et les femmes afro-américains comme conducteurs de tramways et chefs de train, hôteliers, chauffeurs de camion, employés de bureau, ouvriers professionnels et techniciens dans l'industrie, et autres emplois qualifiés inaccessibles aux Afro-Américains en raison de leur couleur de peau.
Cela dit, les compagnies aériennes et les entreprises du Sud conservent leurs refus d'embaucher des Afro-Américains à des postes qualifiés.
En plein Maccarthysme, les actions radicales du NNLC, le firent accuser d'être une officine du parti communiste américain le CPUSA, ce dernier étant très présent auprès des Afro-américains dans leurs luttes. Face à ces accusations qui le délégitimaient le NNLC décide de se dissoudre en avril 1956, , .